# Magdalénien
Subdivisions
Magdalénien inférieur (I à III), Magdalénien supérieur (IV à VI)
Objets typiques
Propulseur, harpon, lamelle à dos, burin bec-de-perroquet
Le Magdalénien est la dernière culture archéologique du Paléolithique supérieur en Europe de l'Ouest, ou l'avant-dernière si on inclut l'Azilien. Il s'étend entre environ 17 000 et 14 000 ans avant le présent (AP). L'appellation a été proposée par le préhistorien français Gabriel de Mortillet d'après le nom du site préhistorique de la Madeleine, à Tursac, en Dordogne. Le Magdalénien est précédé en France par le Badegoulien (18 500 à 16 000 ans AP) et suivi par l'Azilien (14 000 à 12 000 ans AP).

## Aire géographique
Le Magdalénien est connu en Europe occidentale, sur les territoires actuels de l'Espagne, du Portugal, de la France, de la Belgique, de la Suisse, de l'Allemagne, de la Tchéquie et de la Pologne.

## Climat
Le Magdalénien se développe pendant le Tardiglaciaire, ultime subdivision de la glaciation de Würm (le Tardiglaciaire commence vers 19 000 ans AP et se termine avec la fin de la dernière oscillation froide appelée Dryas récent, vers 11 700 ans AP). Le Magdalénien s'étend plus précisément sur les phases climatiques du Dryas ancien (froid) et du Bölling (tempéré).
André Leroi-Gourhan faisait autrefois commencer le Magdalénien avec le début de l'interstade de Lascaux, qui était à l'époque l'avant-dernier interstade de la glaciation de Würm, daté à Lascaux de 16 950 à 16 000 ans AP,.

## Historique

Vue partielle du propulseur orné dit Le faon aux oiseaux, de la grotte du Mas-d'Azil.

En 1912, en se basant sur l'évolution typologique de l'outillage, Henri Breuil a proposé de subdiviser le Magdalénien en deux parties comportant trois phases chacune :
- Magdalénien inférieur : Magdalénien I à III ;
- Magdalénien supérieur : Magdalénien IV à VI.

Des recherches plus récentes, conduites notamment par B. Bosselin et François Djindjian sur l'outillage lithique en utilisant des méthodes statistiques multidimensionnelles, tendent à séparer une phase archaïque, nommée Badegoulien et correspondant aux phases I et II d'Henri Breuil, du Magdalénien stricto sensu.
Plus récemment, le Magdalénien se subdivisait en trois phases : Magdalénien inférieur (17 000 - 15 000 ans AP), Magdalénien moyen (15 000 - 13 500 ans AP) et Magdalénien supérieur (13 500 - 12 000 ans AP). Plusieurs préhistoriens le distinguent du Badegoulien (19 000 - 17 000 ans AP), d'après des critères typologiques, technologiques, économiques.
Jacques Allain a défini le Magdalénien à navettes et en a fait l'analyse technologique, typologique et culturelle, à partir de ses fouilles dans la vallée de la Creuse des grottes de La Garenne (surtout Blanchard) à Saint-Marcel avec son ami J. Descouts, de 1946 à 1976.

## Industrie
L'outillage lithique magdalénien comporte un grand nombre de burins, grattoirs, perçoirs, lames et lamelles. Les propulseurs et les harpons montrent que le travail de l'os y est développé. La vie des Magdaléniens a été rapprochée de la civilisation des Inuits.
Les auteurs reconnaissent trois faciès lithiques dans le Magdalénien :
- un faciès ancien (M0) caractérisé par des grattoirs, des burins, des pointes à cran, des lamelles à dos et des lamelles à dos tronquées (ex-triangles) ;
- un faciès moyen et récent (M1) à grattoirs et burins prépondérants, pointes à cran et rares lamelles à dos ;
- un faciès présent dans les phases ancienne, moyenne et récente (M2), caractérisé par l'abondance des lamelles à dos.

## L'art magdalénien
L'art magdalénien est particulièrement riche et diversifié. Les peintures et les gravures se comptent par milliers et se caractérisent par un fort naturalisme avec un sens aigu du détail et des proportions. Elles étaient rapportées anciennement au "style IV" d'André Leroi-Gourhan. Les grottes ornées de Rouffignac, de Niaux, du Roc-aux-Sorciers ou d'Altamira ont livré quelques-uns des chefs-d'œuvre de l'art pariétal paléolithique. L'art de Lascaux est rapporté au Magdalénien II. Une datation par le carbone 14 pour Lascaux, sur des déblais du Puits et par une méthode différente, tendrait à vieillir les datations précédentes (17 000 ans AP), avec un âge situé à 18 900 ans AP, à la charnière du Solutréen et du Badegoulien. Cependant, pour les préhistoriens, il n'y a aucun objet solutréen dans l'unique couche archéologique, mais seulement de nombreux objets caractéristiques du Magdalénien II qui confirment les datations obtenues.
L'art mobilier magdalénien est également remarquable : les armes et les objets de la vie quotidienne sont souvent décorés de motifs géométriques ou de représentations figuratives (animaux, humains) et le nombre de plaquettes gravées s'amplifie considérablement à cette période. La découverte d'instruments de musique, comme les flûtes d'Isturitz et la conque de Marsoulas, laisse entrevoir une société organisée dont les représentants avaient le temps de s'adonner à l'art.

### Art pariétal

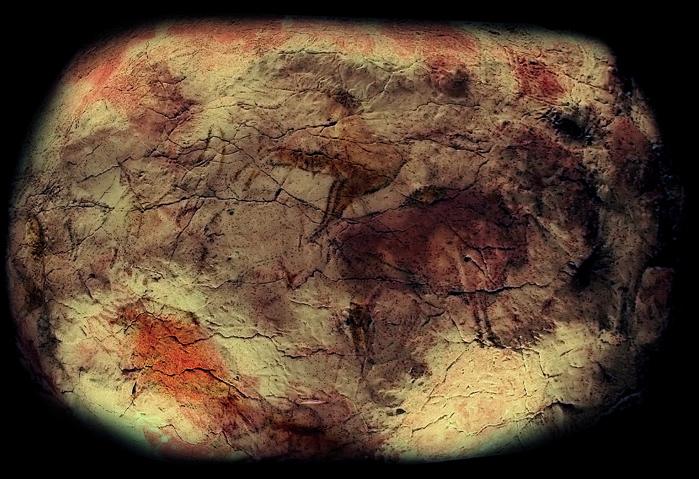
Grotte d'Altamira
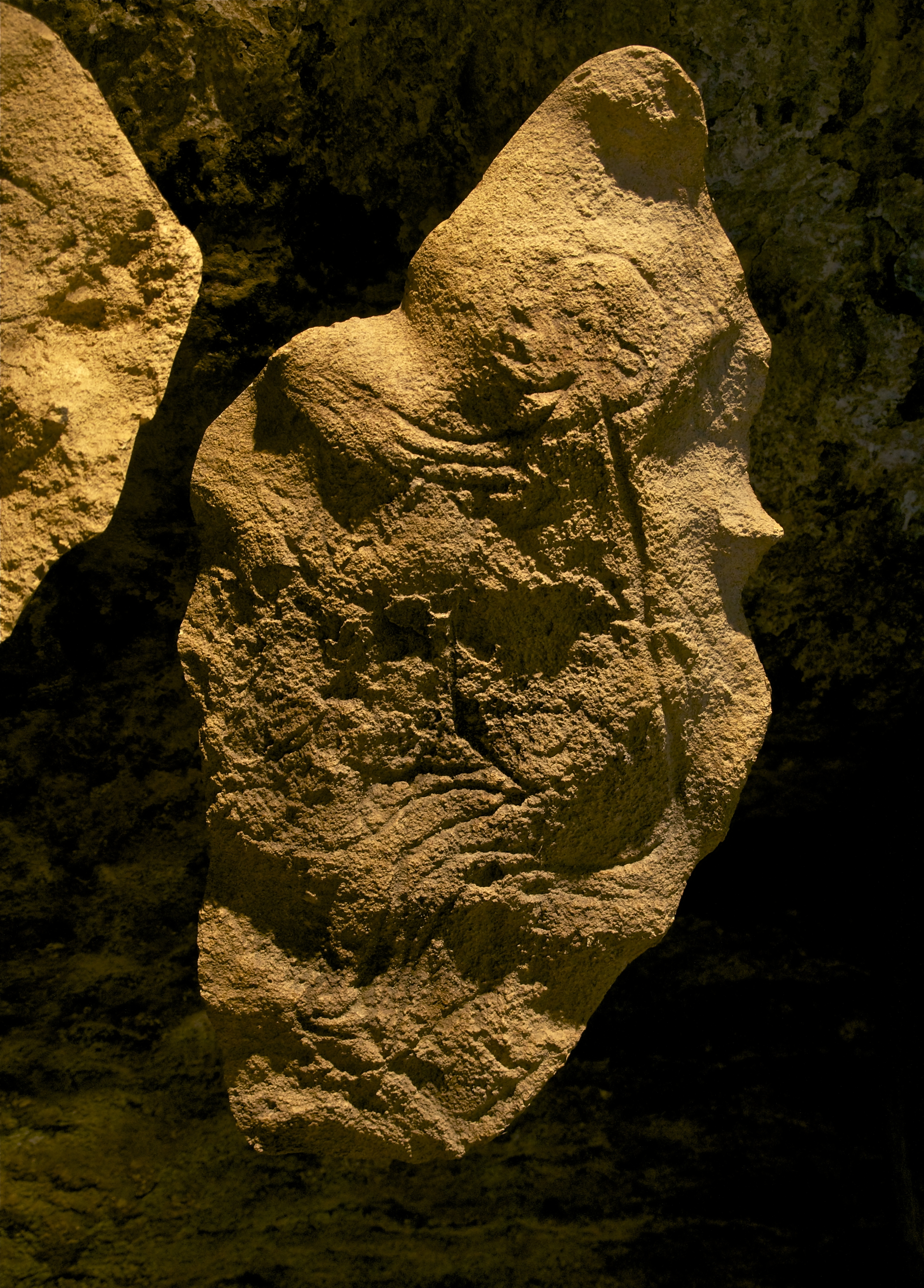
Grotte de Saint-Cirq, fac-similé du sorcier gravé

### Art mobilier

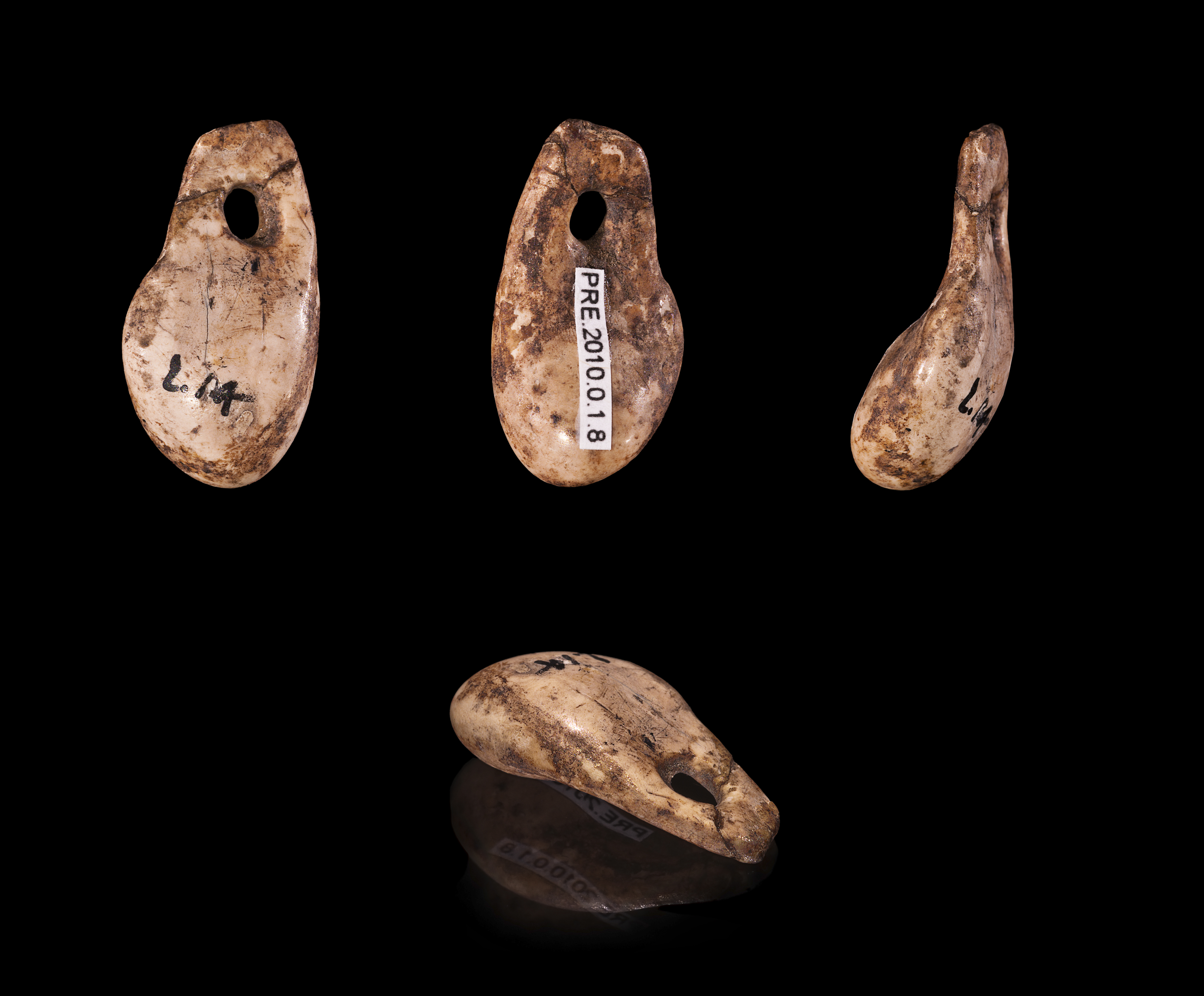
Dent percée pour parure, La Madeleine (Dordogne)
- Muséum de Toulouse
- Bâton percé, La Madeleine (Dordogne)
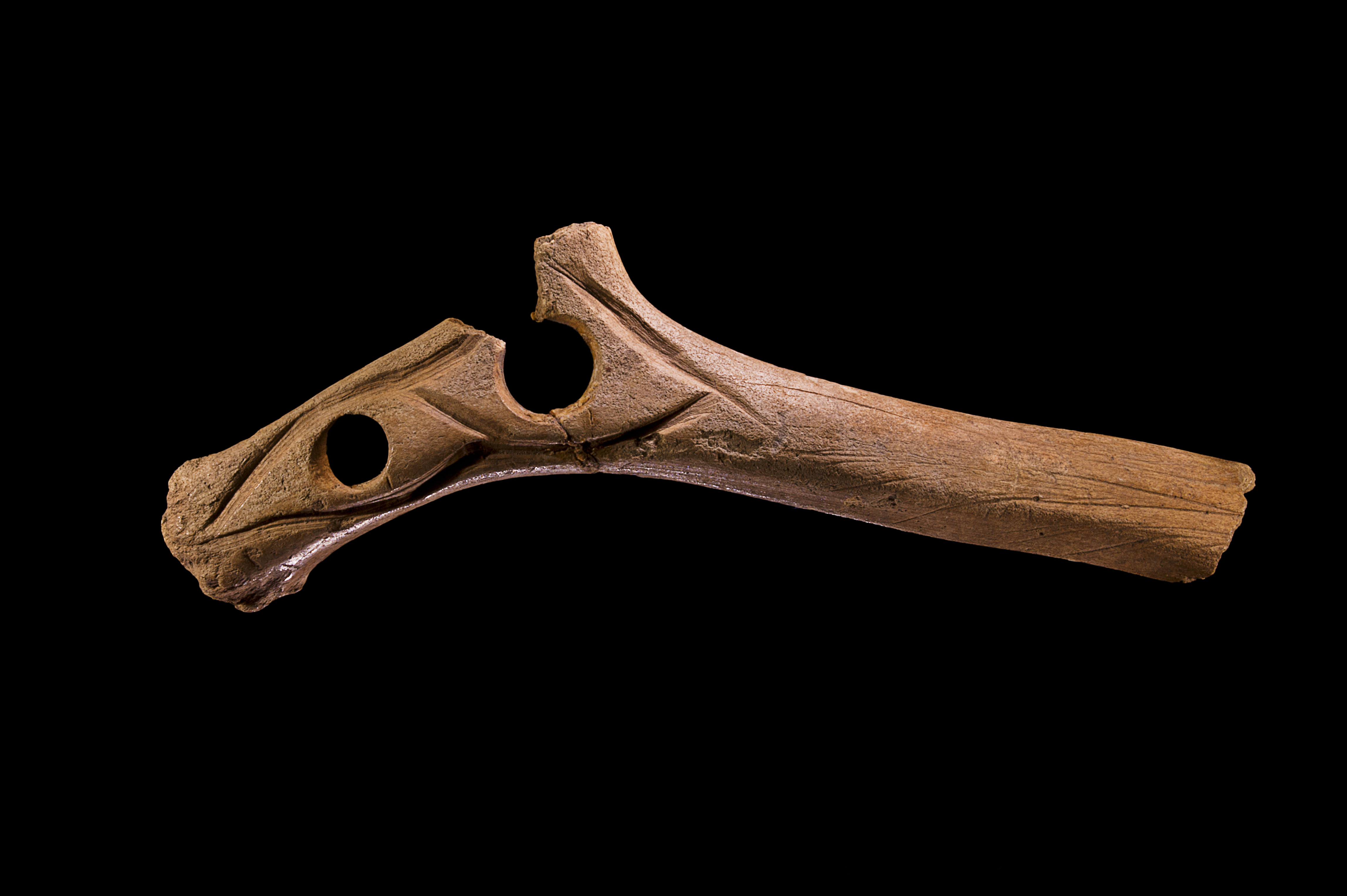
Muséum de Toulouse, coll. Édouard Lartet
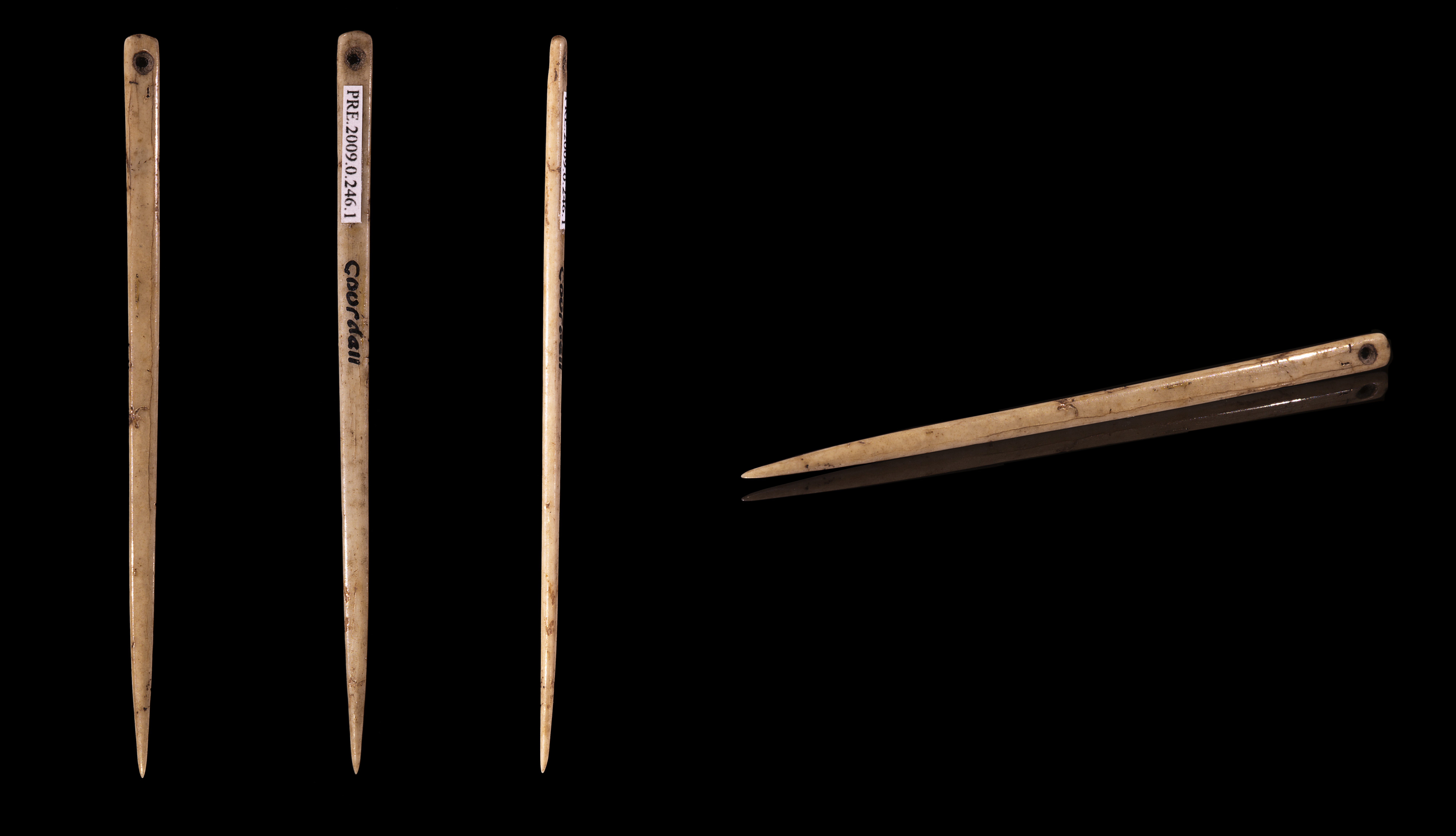
Aiguille à chas, Gourdan-Polignan (Haute-Garonne)
- Muséum de Toulouse
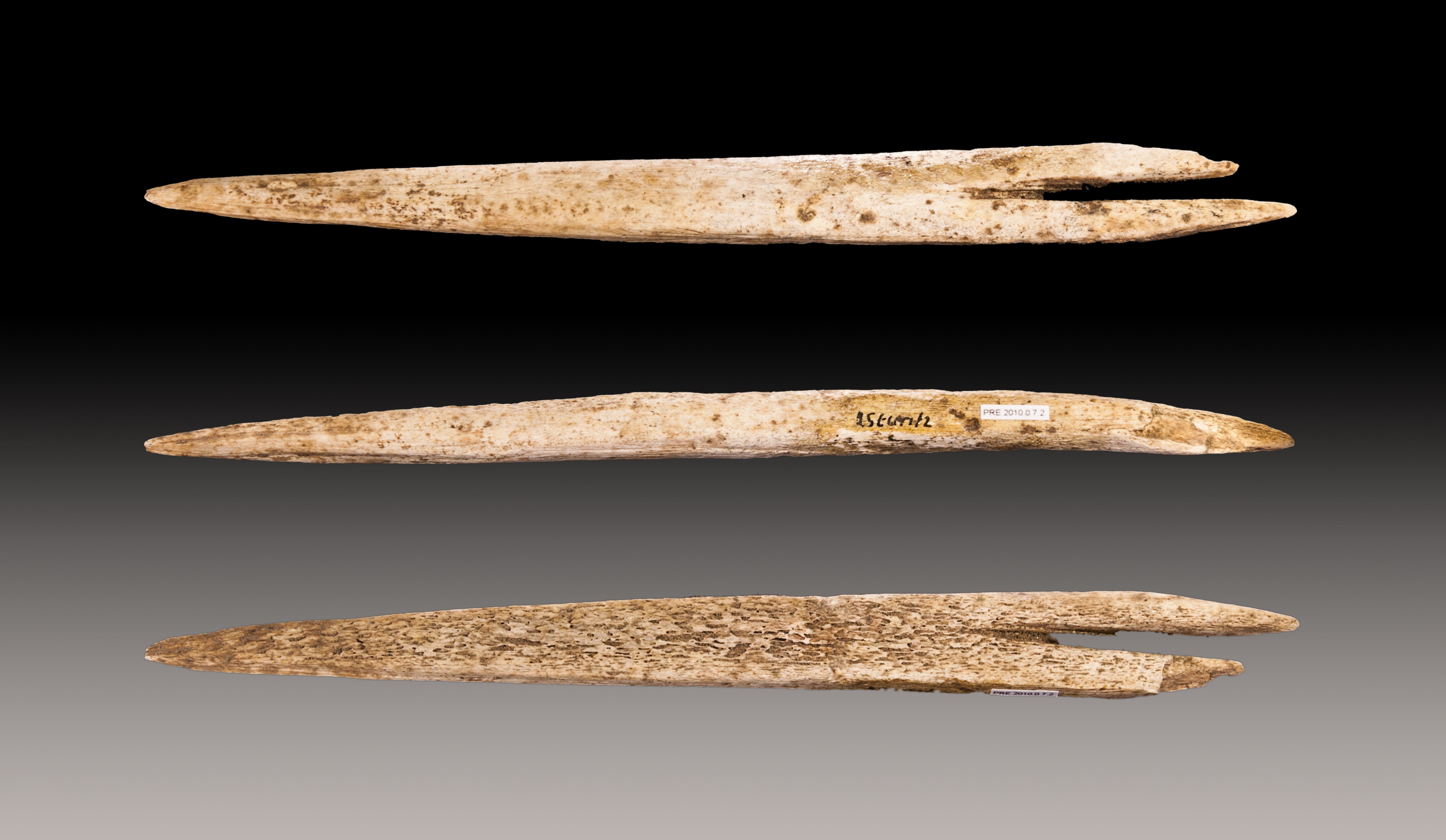
Pointe de sagaie, Isturitz (Pyrénées-Atlantiques)
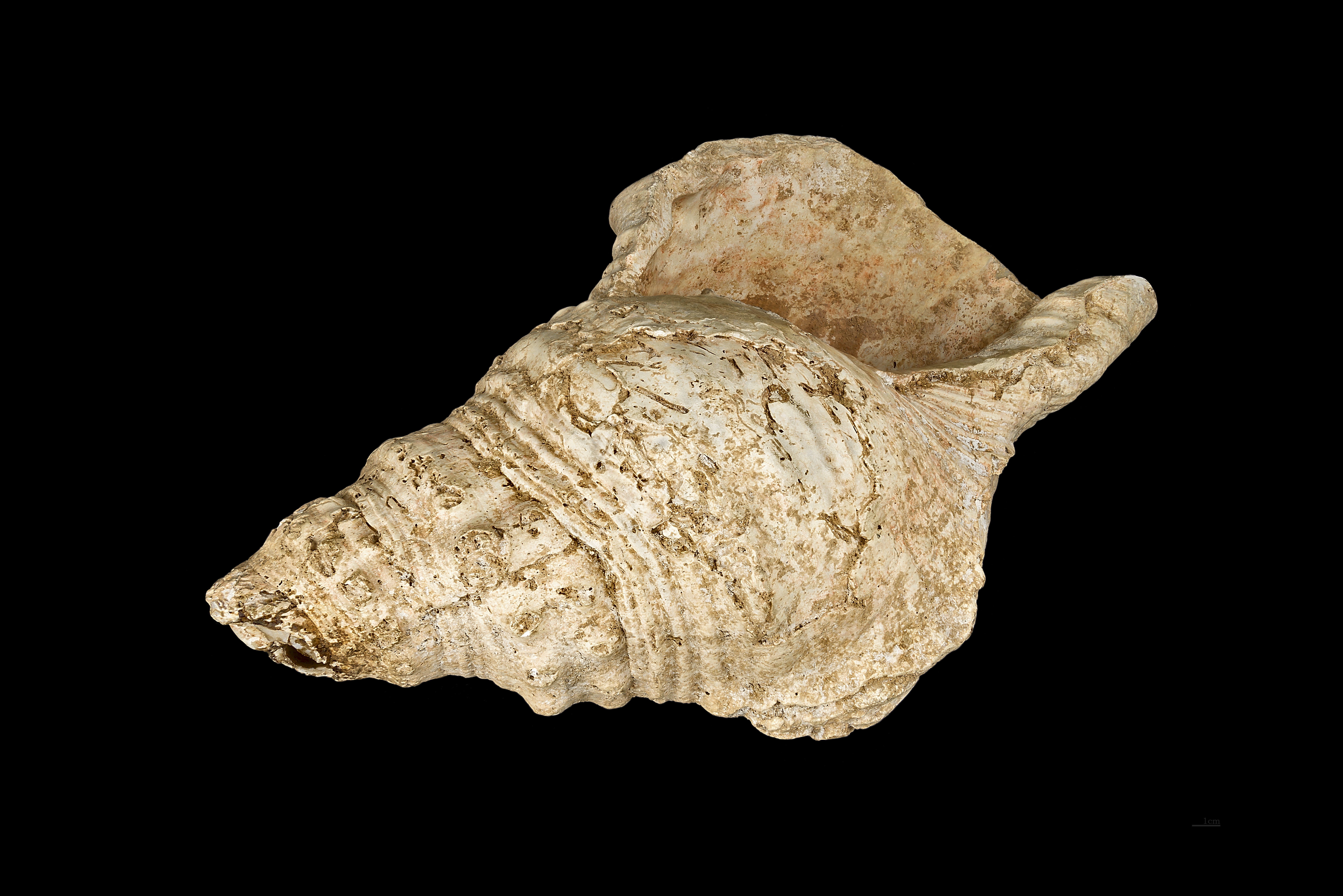
Muséum de Toulouse
- Conque de Marsoulas (Haute-Garonne)
- Muséum de Toulouse
- Outils lithiques, Combarelles (Dordogne)
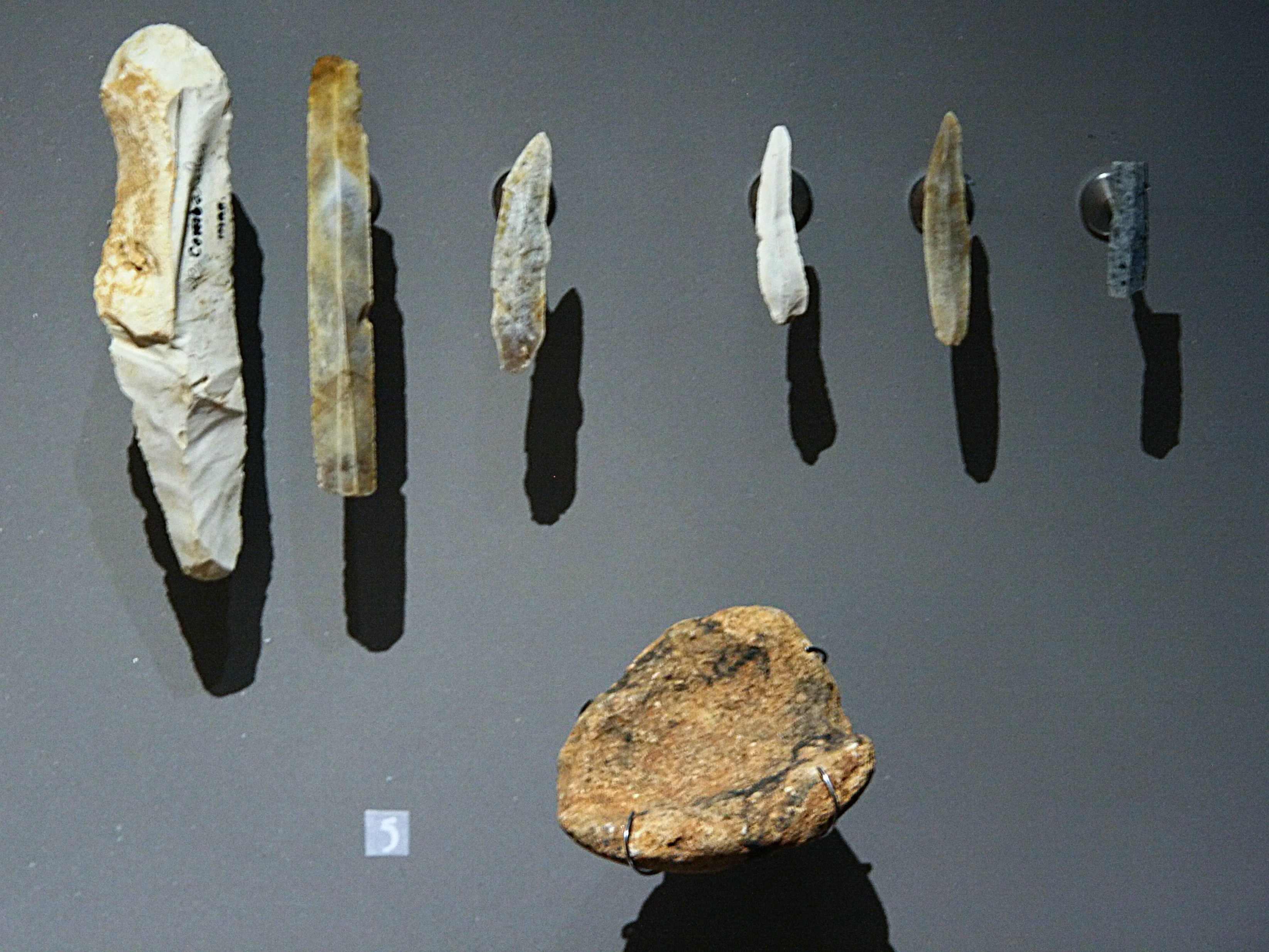
Musée national de Préhistoire, Les Eyzies
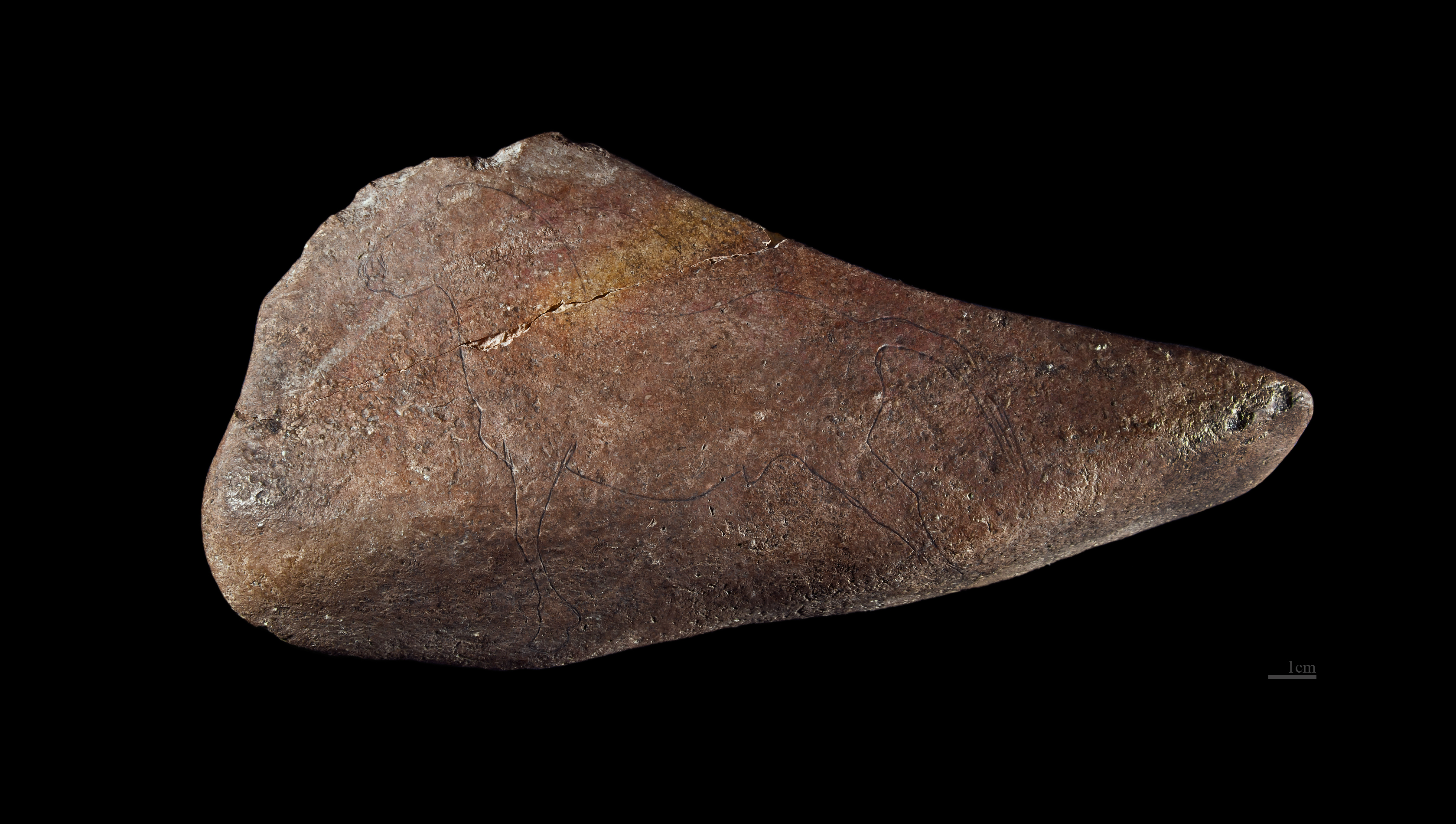
Cheval gravé sur galet, Fontalès (Tarn-et-Garonne)
- Muséum de Toulouse
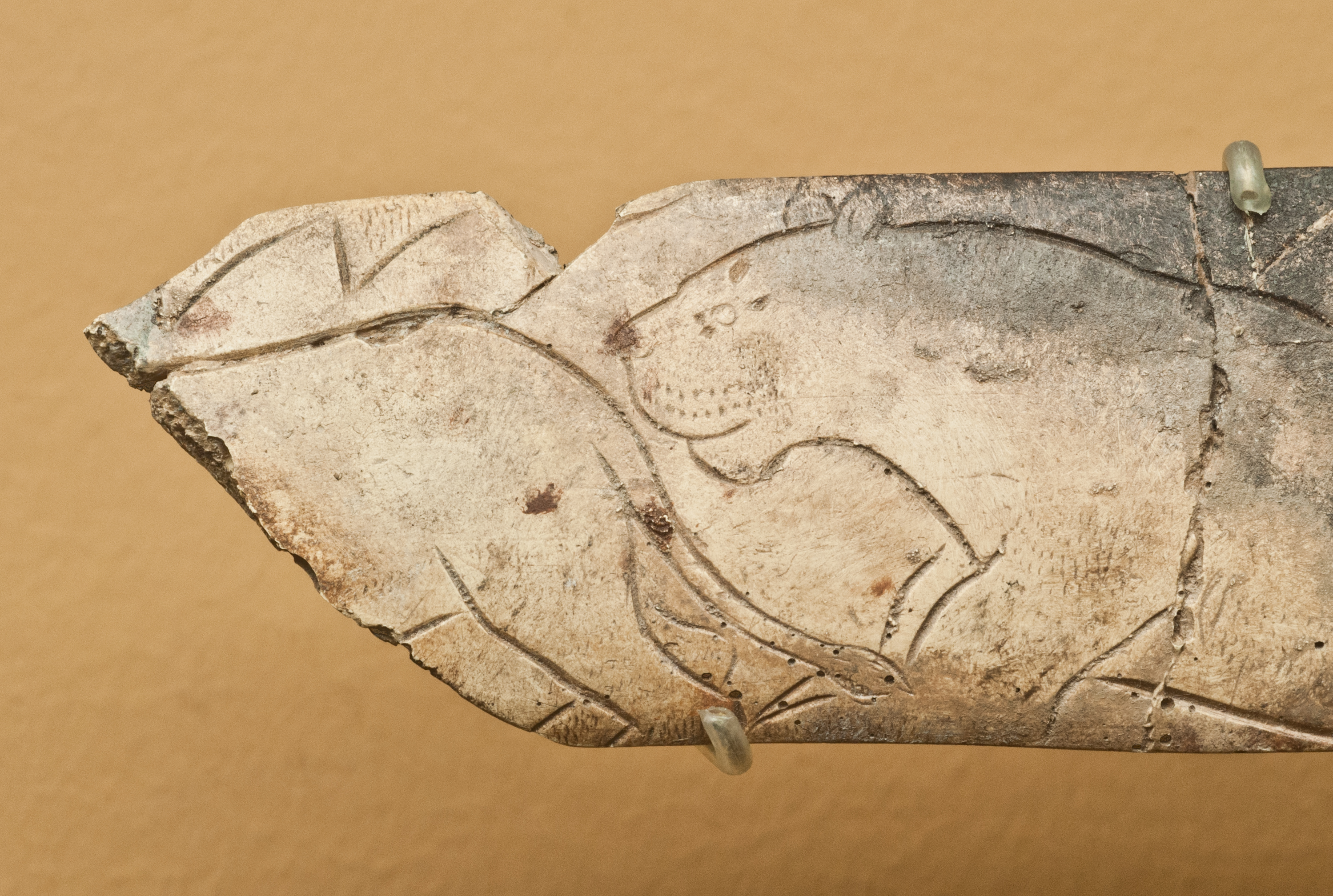
Os gravé de lionnes, grotte de La Vache (Ariège)
- Musée d'Archéologie nationale
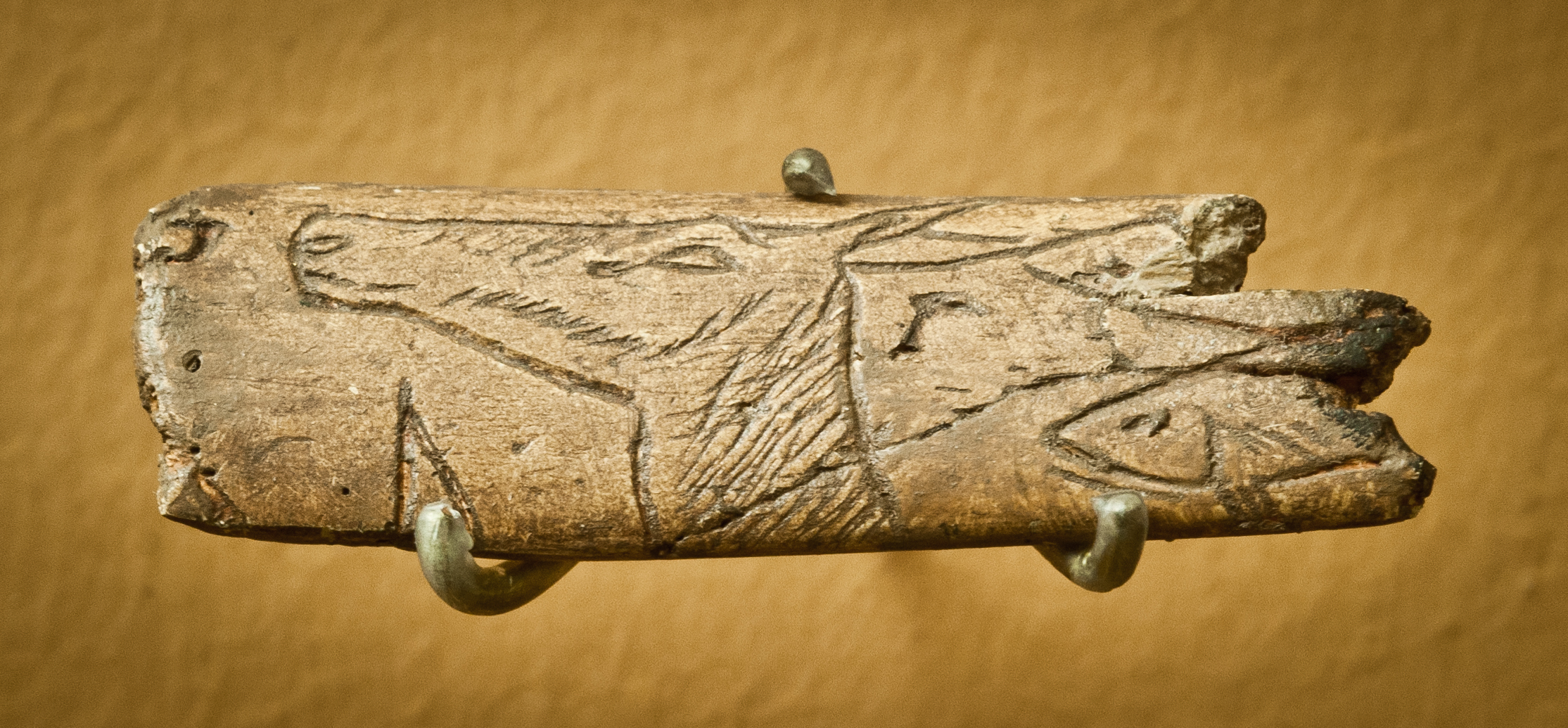
Os gravé d'une biche et de poissons, grotte de La Vache (Ariège)
- Musée d'Archéologie nationale

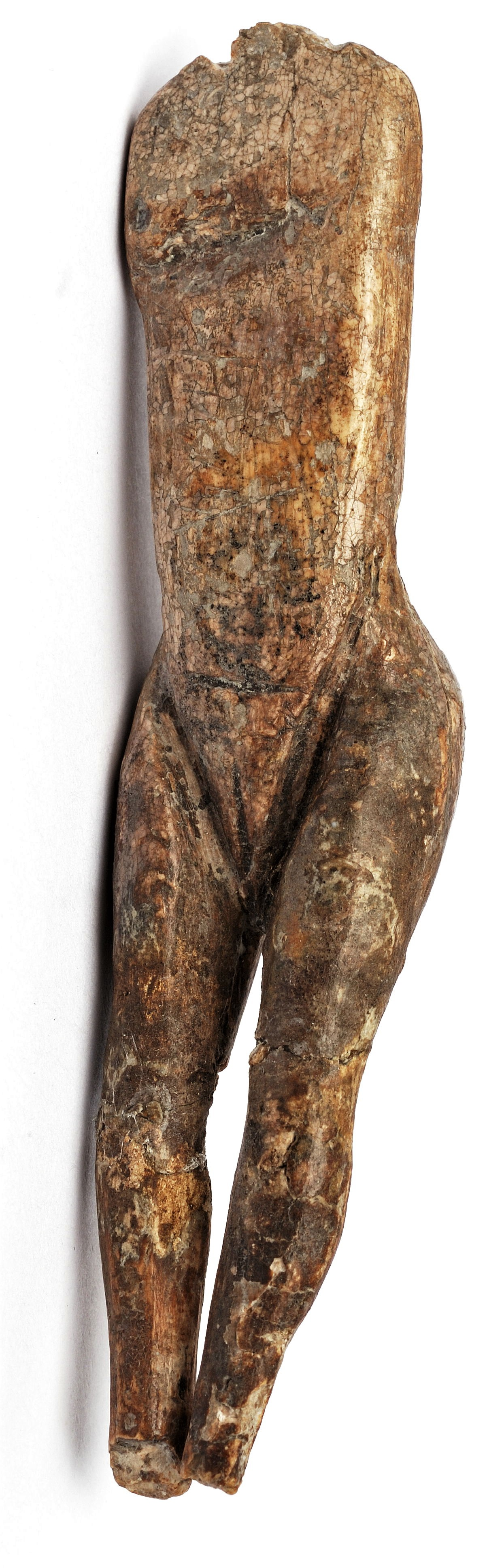
Vénus impudique Laugerie-Basse, France
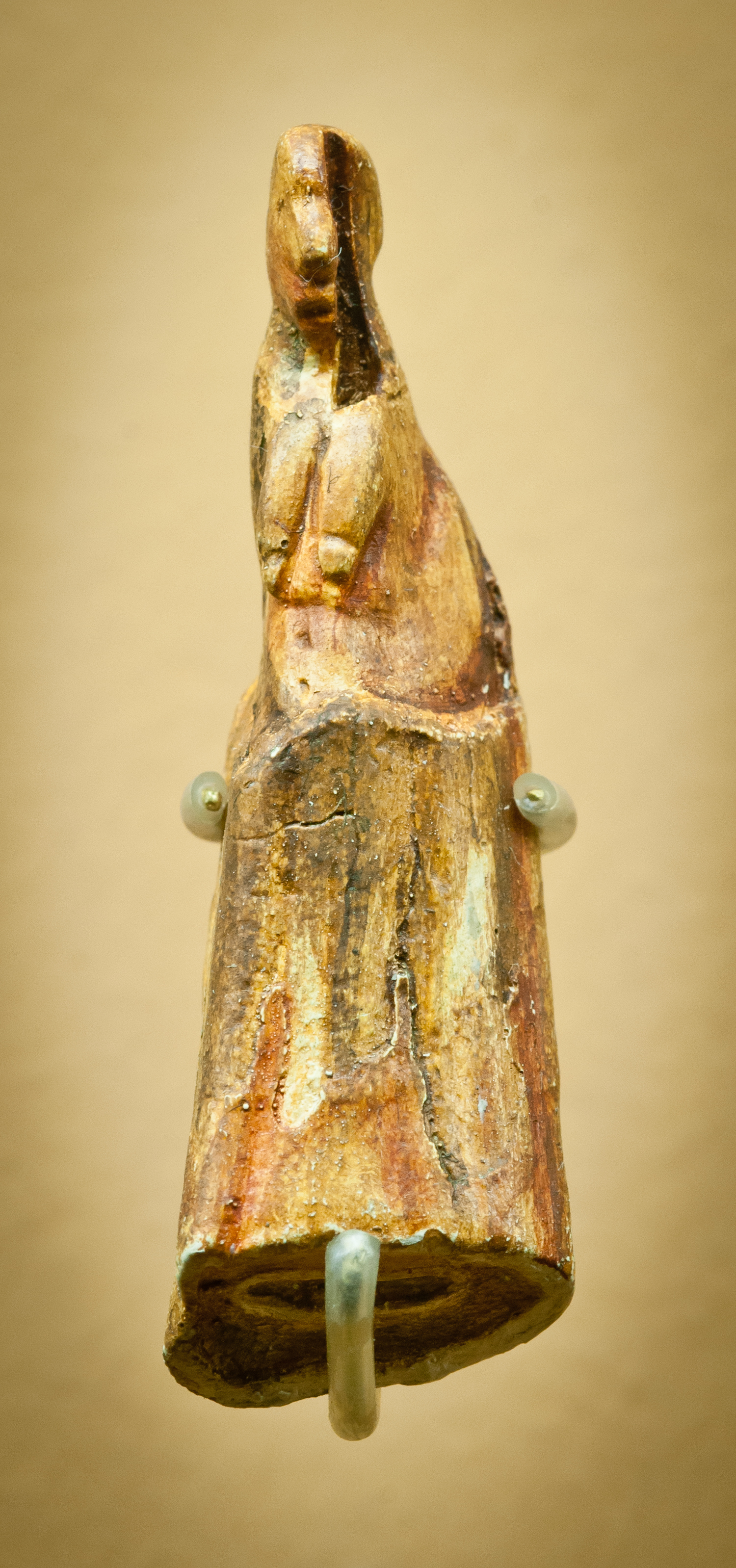
Vénus du Mas d'Azil
- Musée d'Archéologie nationale
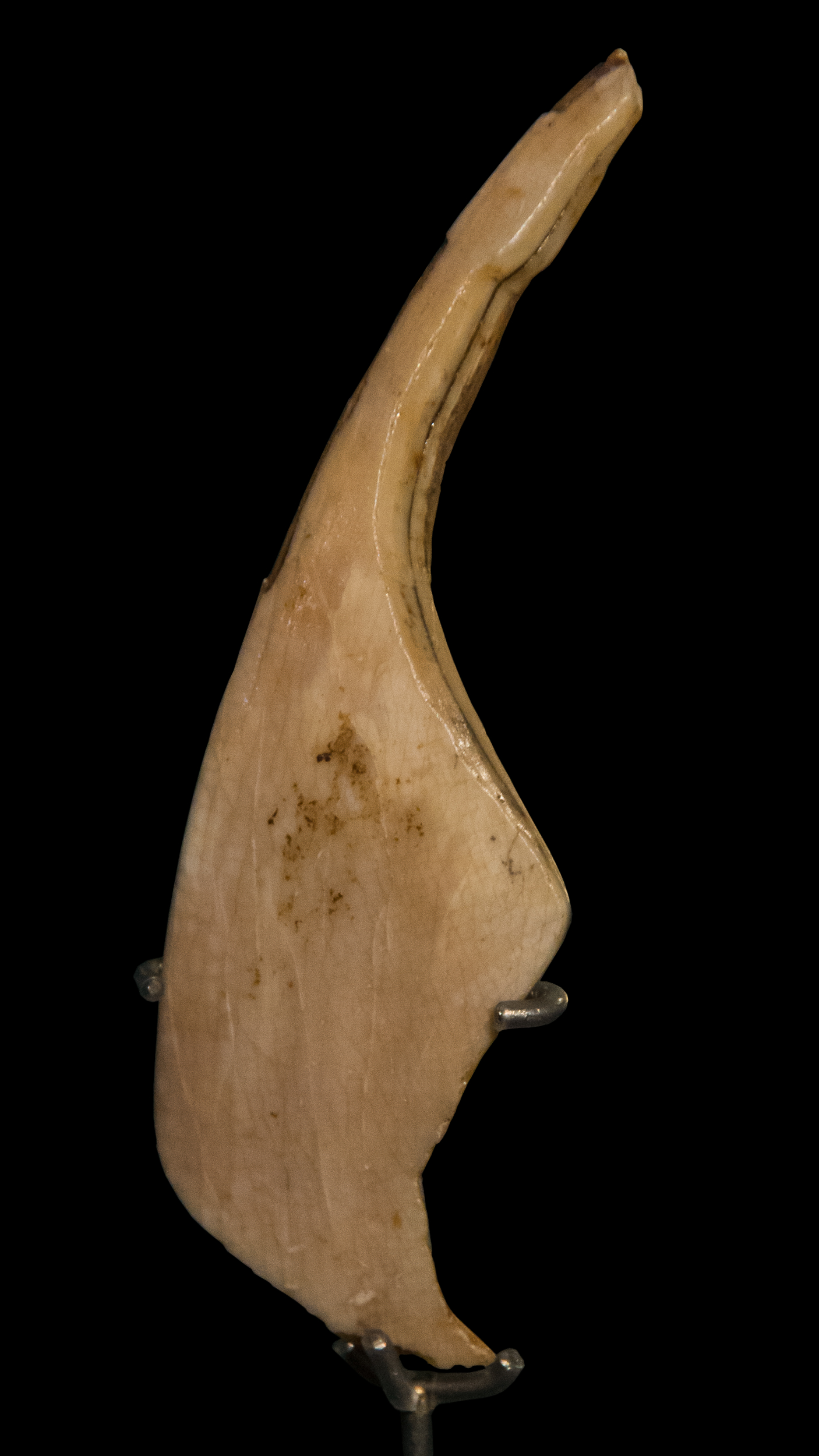
Vénus de Vogelherd, grotte de Vogelherd (Allemagne)

## Cannibalisme
Une synthèse de 2023 a souligné l'importance de la pratique du cannibalisme en tant que rite funéraire (et non pour des raisons de survie) au Magdalénien.
Selon la chercheuse Silvia Bello, l'une des autrices de l'étude, « Le cannibalisme a été pratiqué à plusieurs reprises dans le nord-ouest de l'Europe sur une courte période. Il s'agit de la plus ancienne preuve de cannibalisme en tant que pratique funéraire. ».
Les chercheurs évoquent étudié des ossements humains présentant des marques de mastication, exhumés il y a plusieurs années dans la grotte de Gough, au sud-ouest de l'Angleterre. Ce site archéologique recèle des crânes humains, transformés en objets utilitaires, comme des coupes (« skull-cups »). Les découvertes réalisées dans d'autres grottes d'Europe du Nord démontrent que le cannibalisme en tant que pratique funéraire était relativement courant.
À la même époque, les Épigravettiens du sud de l'Europe (arc allant du Sud de la France à l'Italie à la Grèce), enterrent leurs morts avec des objets. Leurs normes funéraires, caractérisées par des sépultures, se diffusent rapidement en Europe concomitamment à leur migration vers le Nord.

## Génétique
Une étude de 2016 montre deux changements majeurs dans les populations européennes après le dernier maximum glaciaire (LGM). Lors du début du recul des glaciers, vers 19 000 ans AP, l’Europe de l'Ouest est repeuplée par des chasseurs-cueilleurs provenant du sud-ouest de l’Europe, notamment de la péninsule Ibérique. La plupart des ancêtres trouvés chez les individus post-LGM remontent probablement à des groupes associés au Gravettien d'Europe de l'Ouest et du Sud-Ouest.
La signature génétique des Aurignaciens, qui avait disparu d'une grande partie de l'Europe lorsque les Gravettiens étaient arrivés, il y a environ 30 000 ans, refait surface 15 000 ans plus tard avec la « Dame rouge » de la grotte d'El Mirón, près de Ramales de la Victoria, dans le Nord de l'Espagne. Cette grande femme robuste est rattachée au Magdalénien, qui a connu une expansion vers le nord quand les calottes glaciaires ont reculé.
Bien avant 17 000 ans AP, une nouvelle migration a lieu « qui semble venir du sud-est (Balkans ou Anatolie), et non du sud-ouest », et qui se caractérise notamment par la disparition parmi les populations de chasseurs-cueilleurs de l'haplogroupe mitochondrial M. L'affinité génétique avec cette ascendance dite « Villabruna » est présente dans le spécimen El Mirón et chez les individus associés au Magdalénien d'Europe occidentale et centrale. Cela suggère que les liens génétiques entre les chasseurs-cueilleurs du sud et du sud-ouest de l'Europe à l'époque du dernier maximum glaciaire s'étendaient au nord des Pyrénées. Les anciens individus de la culture magdalénienne sont ainsi modélisés comme étant issus d'un mélange génétique entre une population appartenant au cluster de Fournol (Lot) et une population du cluster de Villabruna.
Parmi les individus mésolithiques, des proportions élevées d'ascendance GoyetQ2 ont été identifiées dans les génomes des chasseurs-cueilleurs français de la grotte des Perrats, sur la façade ouest de l'Atlantique au début du Mésolithique, soulignant la persistance tardive du patrimoine génétique associé au Madgalénien en dehors de la péninsule Ibérique. Au Néolithique, des niveaux élevés d'ascendance de type GoyetQ2 ont été signalés chez les Ibères avec les proportions les plus élevées identifiées chez les individus d'Andalousie (Cueva del Toro), et dans des proportions plus faibles en Catalogne (grotte de Chaves). En revanche, aucun individu néolithique de la partie orientale de la Méditerranée française ne semble porter ce type d'ascendance à l'exception d'un individu de Baume Bourbon à Cabrières (Gard). Les autres individus ont une ascendance liée à Villabruna.

## Principaux sites magdaléniens

### Sites de référence fouillés récemment
Les sites de référence du Magdalénien stricto sensu qui ont été fouillés récemment suivant des techniques modernes sont :

#### En France
Aquitaine
- Dordogne : la Madeleine (site éponyme), Laugerie-Haute Est, le Flageolet II, Reignac, gare de Couze, la Roche.
- Gironde : Roc de Marcamps, talus de Saint-Germain-de-la-Rivière, abri Faustin, abri du Morin, le Moulin Neuf.
- Landes : grotte Duruthy.
- Lot-et-Garonne : le Martinet, Roc Allan.

Midi-Pyrénées
- Ariège : grottes du Volp (Enlène, Tuc d'Audoubert, Trois-Frères)
- Hautes-Pyrénées : Les Espélugues
- Lot : les Peyrugues.

Languedoc-Roussillon
- Aude : Belvis, grotte Gazel.

Poitou-Charentes
- Charente : La Chaire-à-Calvin, grotte de Montgaudier.
- Vienne : Bois-Ragot, La Marche, Taillis des Coteaux.

Auvergne
- Haute-Loire : le Blot, le Rond du Barry.

Bourgogne
- Yonne : grottes d'Arcy-sur-Cure (abri du Lagopède, grotte du Trilobite), Marsangy.

Centre-Val de Loire
- Indre : la Garenne.

Bassin parisien
- Seine-et-Marne : Pincevent.
- Essonne : Étiolles, les Tarterêts I et II.
- Oise : Verberie.
- Yvelines : ferme de la Haye.

Champagne-Ardenne
- Ardennes : Roc la Tour.

#### En Europe
- Allemagne, vallée du Rhin : Gönnersdorf

Suisse
Canton de Fribourg
- Environs du lac de Lussy (Châtel-Saint-Denis),

Canton de Neuchâtel
- Monruz (Neuchâtel),
- Champréveyres (Hauterive),
- Grotte du Bichon (Chaux-De-Fonds)

Canton du Jura
- Noir Bois (Alle),

Canton de Berne
- Moosbühl (Moosseedorf)

Canton de Soleure
- Kastelhöhle Nord (Himmelried, SO)

### Grottes ornées
De nombreuses grottes ornées et des abris sous roche ont livré des figurations attribuées au Magdalénien, notamment :

#### En France
Aquitaine
- Dordogne
  - grotte de Bara-Bahau
  - grotte de Bernifal
  - abri de Cap Blanc
  - les Combarelles
  - Font-de-Gaume
  - Rouffignac

Midi-Pyrénées
- Ariège
  - Bédeilhac
  - grotte d'Enlène
  - le Mas d'Azil
  - Niaux
  - grotte du Portel
  - grotte des Trois-Frères
- Haute-Garonne
  - Grotte de Marsoulas

Poitou-Charentes
- Charente
  - abri de la Chaire-à-Calvin
  - grotte du Placard
  - grotte du Visage
- Vienne
  - Abri du Roc-aux-Sorciers à Angles-sur-l'Anglin

#### En Europe
Autriche
- Grotte Gudenus

Espagne
- Cantabrie
  - Altamira
  - grottes du Mont Castillo
  - grotte du Pendu (« El Pendo »)
- Asturies
  - grotte de Tito Bustillo

### Autres sites
D'autres sites ont livré des témoignages ou des industries attribués au Magdalénien, sans avoir fait l'objet de recherches ou d'évaluation récentes :

#### Aquitaine
- Dordogne : Laugerie-Basse (Les Eyzies), Limeuil, La Mairie (Teyjat)
- Pyrénées-Atlantiques : Le Poeymaü (Arudy)

#### Midi-Pyrénées
- Ariège : grotte de La Vache (Alliat, près de Niaux), Tuto de Camalhot (Saint-Jean-de-Verges), Rhodes II[16] (Arignac), grotte de l’Éléphant (Gourdan)
- Haute-Garonne : grotte des Harpons[17] (Lespugue), La Tourasse[18] (Saint-Martory)
- Hautes-Pyrénées : Labastide, Troubat
- Lot : Abri Murat (Rocamadour, abri sous roche fouillé de 1914 à 1939 par Amédée Lemozi)

#### Poitou-Charentes
- Charente : Le Placard (Vilhonneur), site de référence mais fouillé anciennement.
- Vienne : Roc-aux-Sorciers (Angles-sur-l'Anglin)

#### Auvergne
- Haute-Loire : grotte de Cottier

#### Rhône-Alpes
- Ain : grottes du Cerdon

#### Belgique
- grotte du Bois Laiterie[19],[20] à Rivière (commune de Profondeville)

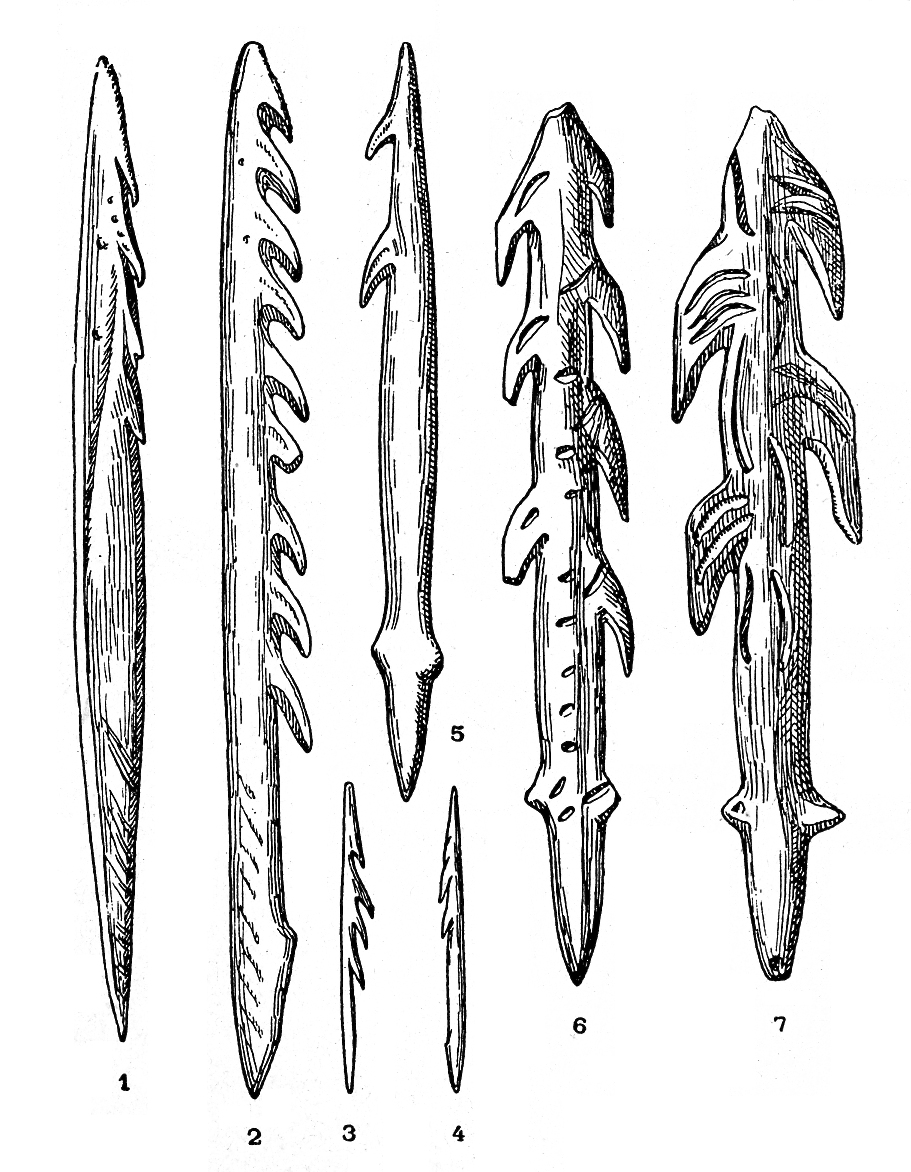
Harpons magdaléniens en bois de renne à un ou deux rangs de barbelures (1 : Mas d'Azil ; 2 : Bruniquel, 3, 4, 5 : La Madeleine ; 6, 7 : Lortet)
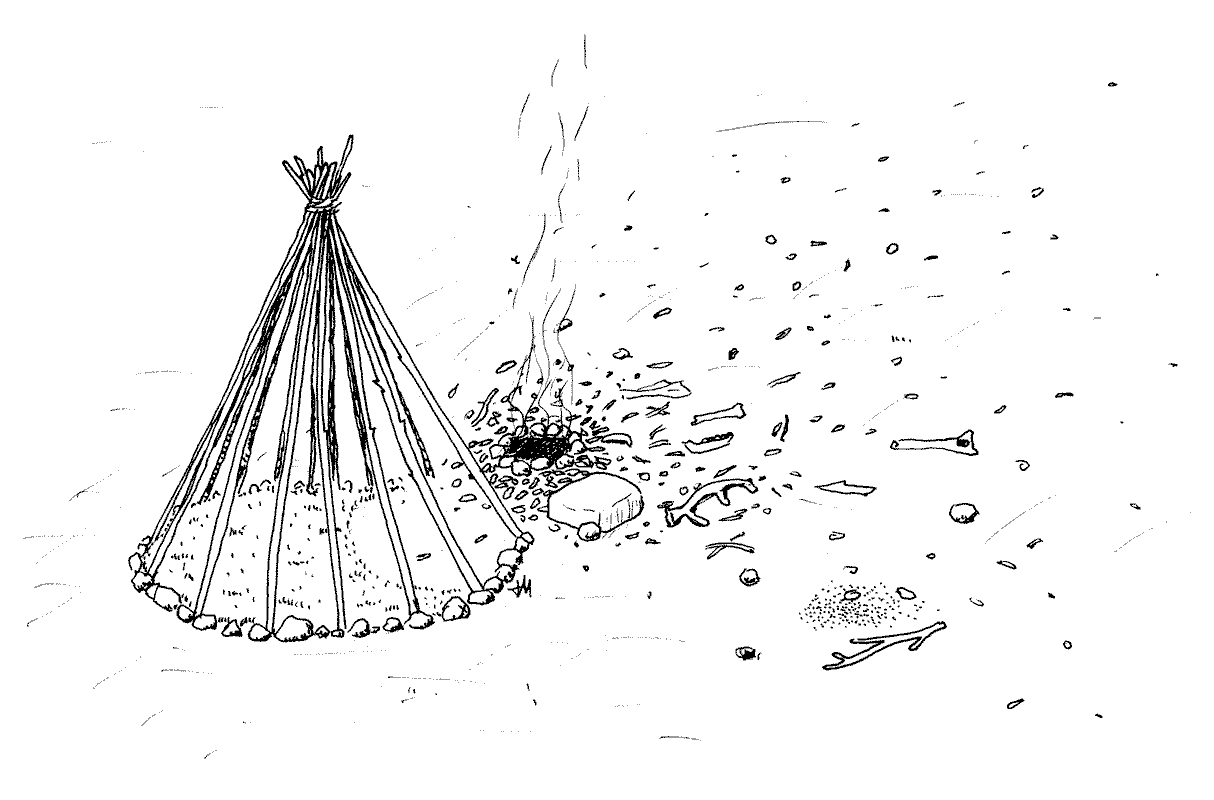
Reconstitution d'une habitation magdalénienne de Pincevent d'après la répartition spatiale des vestiges archéologiques.
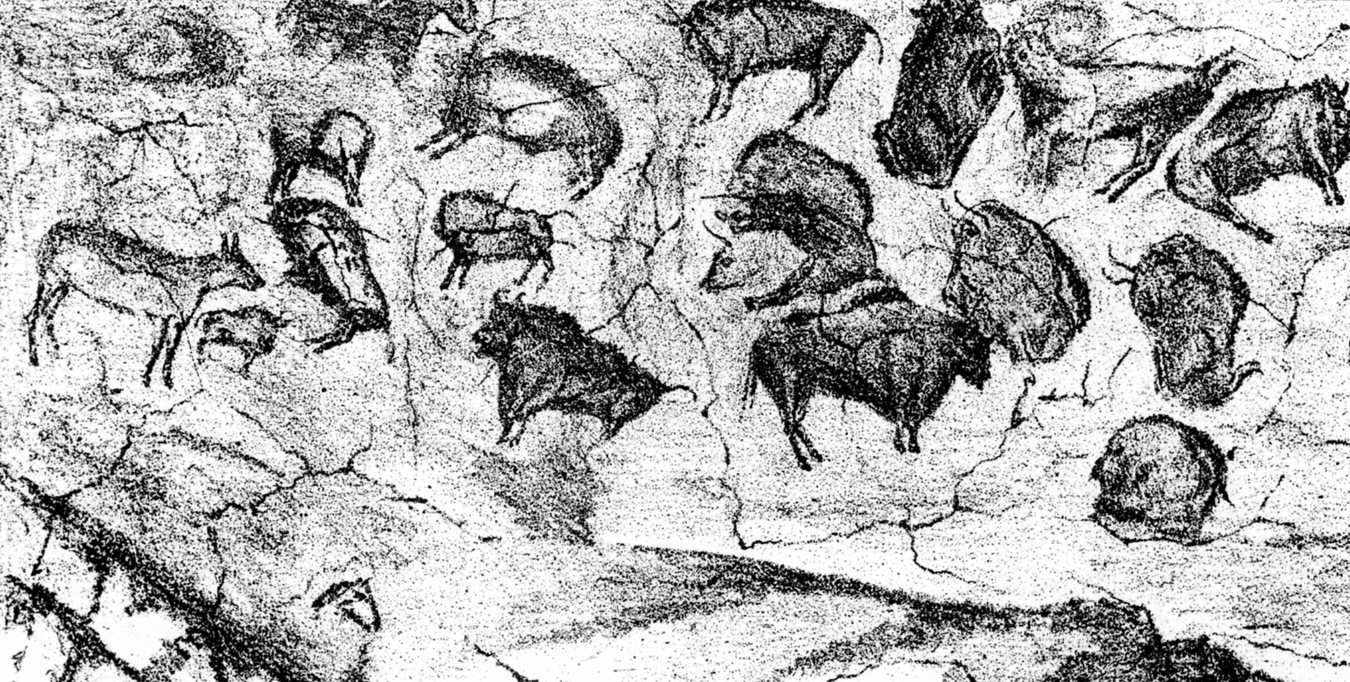
Art pariétal (Grotte d'Altamira)